# Liste der Kulturgüter in Valsot
Die Liste der Kulturgüter in Valsot enthält alle Objekte in der Gemeinde Valsot im Kanton Graubünden, die gemäss der Haager Konvention zum Schutz von Kulturgut bei bewaffneten Konflikten, dem Bundesgesetz vom 20. Juni 2014 über den Schutz der Kulturgüter bei bewaffneten Konflikten sowie der Verordnung vom 29. Oktober 2014 über den Schutz der Kulturgüter bei bewaffneten Konflikten unter Schutz stehen.
Objekte der Kategorien A und B sind vollständig in der Liste enthalten, Objekte der Kategorie C fehlen zurzeit (Stand: 1. Januar 2023).

## Kulturgüter
| Foto |                                                                                                  | Objekt | Kat. | Typ | Standort                                        | Beschreibung |
| ---- | ------------------------------------------------------------------------------------------------ | --- | ---- | --- | ----------------------------------------------- | ------------ |
| ja   | Datei hochladen · Wikidata zu Florinuskirche (Ramosch) (Q1430153)                                | Reformierte Kirche St. Florinus / Baselgia refurmada San Flurin KGS-Nr.: 03165                                                                         | A    | G   | Ramosch, Plaz 40 824521 / 191215                |              |
| ja   | Datei hochladen · Wikidata zu Burg Tschanüff (Q689981)                                           | Tschanüff, mittelalterliche Burgruine / Tschanüff, ruina dal chastè medieval KGS-Nr.: 03166                                                            | A    | F   | Ramosch 824020 / 191080                         |              |
| BW   | Datei hochladen · Wikidata zu Mottata, prähistorische Höhensiedlung / Ackerterrassen (Q29521677) | Mottata, bronze- und eisenzeitliche Höhensiedlung, Ackerterrassen / Mottata, culegna alpina dal temp da bronz e da fier, ers terrassads KGS-Nr.: 03167 | A    | F   | Ramosch, Mottata 825880 / 191780                |              |
| ja   | Datei hochladen · Wikidata zu Museum Stamparia (Q1662386)                                        | Museum Stamparia (Buchdruckmuseum) KGS-Nr.: 10064 | A    | G   | Tschlin Strada, Foppa Lunga 154 828320 / 194470 |              |
| ja   | Datei hochladen · Wikidata zu San Plasch (Q1429984)                                              | Reformierte Kirche San Plasch / Baselgia rifurmada San Plasch KGS-Nr.: 03363                                                                           | B    | G   | Tschlin, Davo San Jon 827740 / 195620           |              |
| ja   | Datei hochladen · Wikidata zu San Niclà (Strada) (Q1742676)                                      | Reformierte Kirche San Niclà / Baselgia rifurmada San Niclà KGS-Nr.: 03365                                                                             | B    | G   | Tschlin, San Niclà 149 827760 / 194000          |              |